# Werner Lorant
Werner Lorant (21. listopadu 1948, Welver – 20. dubna 2025, Wasserburg am Inn) byl německý fotbalista, záložník. Po skončení aktivní kariéry působil jako trenér.

## Fotbalová kariéra
Hrál za týmy Westfalia Herne, Borussia Dortmund, Rot-Weiss Essen, 1. FC Saarbrücken, Eintracht Frankfurt, FC Schalke 04, Hannover 96 a jako hrající trenér i za SV Heidingsfeld a 1. FC Schweinfurt 05. Nastoupil ve 325 bundesligových utkáních, ve kterých vstřelil 46 gólů. V roce 1981 vyhrál s Eintrachtem Frankfurt DFB-Pokal. V Poháru vítězů pohárů v 5 utkáních vstřelil 1 gól a v Poháru UEFA nastoupil v 17 utkáních a dal 2 góly. V roce 1980 Pohár UEFA s Eintrachtem Frankfurt vyhrál.

## Ligová bilance
| Ročník                                    | Zápasy | Góly | Klub                |
| ----------------------------------------- | ------ | ---- | ------------------- |
| Německá fotbalová Bundesliga 1971/1972    | 23     | 0    | Borussia Dortmund   |
| 2. německá fotbalová Bundesliga 1972/1973 | -      | -    | Borussia Dortmund   |
| Německá fotbalová Bundesliga 1973/1974    | 28     | 2    | Rot-Weiss Essen     |
| Německá fotbalová Bundesliga 1974/1975    | 31     | 3    | Rot-Weiss Essen     |
| Německá fotbalová Bundesliga 1975/1976    | 26     | 7    | Rot-Weiss Essen     |
| Německá fotbalová Bundesliga 1976/1977    | 31     | 4    | Rot-Weiss Essen     |
| Německá fotbalová Bundesliga 1977/1978    | 34     | 9    | 1. FC Saarbrücken   |
| Německá fotbalová Bundesliga 1978/1979    | 34     | 8    | Eintracht Frankfurt |
| Německá fotbalová Bundesliga 1979/1980    | 26     | 1    | Eintracht Frankfurt |
| Německá fotbalová Bundesliga 1980/1981    | 32     | 5    | Eintracht Frankfurt |
| Německá fotbalová Bundesliga 1981/1982    | 29     | 7    | Eintracht Frankfurt |
| Německá fotbalová Bundesliga 1982/1983    | 13     | 0    | Eintracht Frankfurt |
| Německá fotbalová Bundesliga 1982/1983    | 18     | 0    | FC Schalke 04       |
| 2. německá fotbalová Bundesliga 1983/1984 | 33     | 8    | Hannover 96         |
| CELKEM Německá fotbalová Bundesliga       | 325    | 46   |                     |